# FC Petržalka 1898
El FC Petržalka 1898, també conegut com a FC Artmedia Petržalka, és un club eslovac de futbol de la ciutat de Bratislava.

## Història
Evolució del nom:
- 1898: Pozsonyi Torna Egyesület (PTE)
- 1919: Pozsonyi Torna Egyesület (PTE)
- 1953: Kovosmalt Bratislava
- 1956: Spartak Kovosmalt Bratislava
- 1963: TJ Považské Strojárne Bratislava
- 1965: Spartak Sklárske stroje Bratislava
- 1974: TJ SKS Bratislava
- 1976: TJ ZTS Petržalka
- 1986: Fusionat amb TJ Internacionál Slovnaft Bratislava esdevenint TJ Internacionál Slovnaft ZŤS Bratislava
- 1990: Fi de la fusió dels dos clubs esdevenint TJ ZŤS Petržalka
- 1990: 1. FC Hydronika Petržalka
- 1991: 1. FC Petržalka
- 1993: FK Artmedia Petržalka
- 2005: FC Artmedia Bratislava
- 2007: FC Artmedia Petržalka
- 2009: MFK Petržalka
- 2010: FC Petržalka 1898

## Jugadors destacats
- Juraj Čobej
- Juraj Halenár
- Ján Kozák
- Filip Šebo

## Palmarès
- Lliga eslovaca de futbol: 2005, 2008
- Copa eslovaca de futbol: 2004
- Supercopa eslovaca de futbol: 2005